# Údělné knížectví

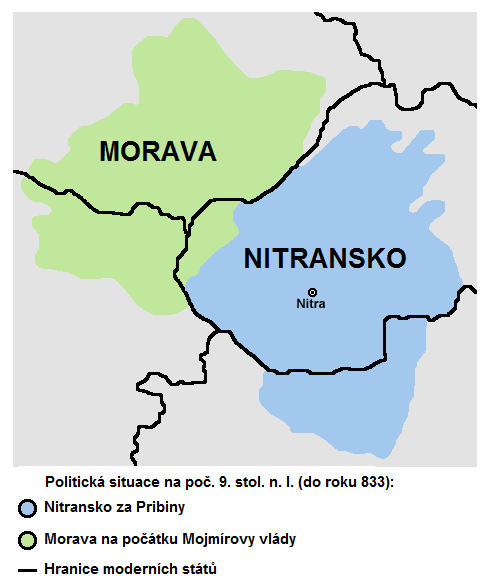
Údelné knížectví bylo i Nitransko

Jako údělné knížectví je pro realitu raného středověku označováno území, jehož správou byl pověřen některý z příslušníků vládnoucího rodu. Svrchovaným vládcem území ovšem pořád zůstával kníže, resp. král. Instituce údělných knížectví sloužila panovníkovi, který tímto způsobem zajišťoval své příbuzné, kteří by případně mohli ohrozit jeho mocenské postavení. Zároveň mohla být efektivněji spravována od centra vzdálená území.

## Historie
Na Velké Moravě tuto funkci snad plnilo Nitranské knížectví (které se později stalo jedním ze tří údělů v rámci Uher), v českém státě to byla Morava, později rozdělená na několik údělných knížectví (olomoucký úděl, brněnský úděl, znojemský úděl). Dále jsou údělná knížectví známá z Polska či Ruska. Úděly byly běžné v časech, kdy svrchovaný panovník pokládal veškeré území státu za svůj vlastní majetek (patrimonium). V Rusku přetrvala soustava údělů v mírně pozměněné formě pouze údělných statků pro členy carské rodiny až do 20. století.